# САП-Арена
САП-Арена (нем. SAP Arena) — стадион в городе Мангейме, Германия, названная по имени главного спонсора — фирмы SAP, чей офис располагается в регионе. САП-Арена открыта в сентябре 2005 года и вмещает 15 000 зрителей, на хоккейных матчах арена вмещает 13 600 зрителей.
Используется в первую очередь для проведения матчей по хоккею с шайбой и гандболу, но также для всевозможных массовых культурных и спортивных мероприятий — таких как больших музыкальных концертов и боксёрских поединков. «Хозяевами поля» являются: успешная хоккейная команда «Адлер Мангейм» и гандбольная «Райн-Неккар Лёвен» (чемпионы Германии 2015/16 и 2016/17).
На САП-Арене успешно защищал титул чемпиона мира по боксу в тяжёлом весе Владимир Кличко (2006, 2007, 2008). В 2010 году на арене проводились матчи чемпионата мира по хоккею с шайбой.